# Rejon buriejski
Rejon buriejski (ros. Бурейский район) – rejon we wschodniej Rosji, w obwodzie amurskim. Siedzibą administracyjną jest osiedle typu miejskiego Nowoburiejskij.

## Podział administracyjny
- Aleksiejewka
- Astaszika
- Bezozernoje
- Bezimiennoje
- Dołdykan
- Gomelewka
- Kiwdo-Tjukan
- Malinowka
- Murawka
- Nikołajewka
- Prawaja Rajczicha
- Rodionowka
- Siemionowka
- Staraja Rajczicha
- Trechreczije
- Tjukan
- Uspenowka
- Ust-Kiwda
- Winogradowka